# Frank E. Richart
Frank E. Richart (* 6. Dezember 1918; † 16. September 1994 in Ann Arbor) war ein US-amerikanischer Bauingenieur in der Geotechnik.
Richart studierte an der University of Illinois, wo er 1940 seinen Bachelor (in Maschinenbau) und 1946 seinen Master-Abschluss (als Bauingenieur) machte. 1948 wurde er dort promoviert und war dann Assistant Professor an der Harvard University. 1952 wurde er Associate Professor an der University of Florida. 1954 erhielt er dort eine volle Professur. Ab 1962 war er bis zu seiner Emeritierung 1986 Professor an der University of Michigan. 1962 bis 1969 stand er dort der Fakultät für Bauingenieurwesen vor.
Er ist vor allem als US-amerikanischer Pionier und Experte der Bodendynamik bekannt, die er schon 1961 in Kursen an der Universität Florida unterrichtete und über die er ein Standardwerk schrieb (mit John R. Hall und seinem Doktoranden Richard D. Woods). Er entwickelte hierfür Messgeräte für das Labor (Resonant Column, Cyclic Torsion Shear) und für Feldmessungen (in situ), wie seismische Crosshole-Messverfahren zwischen Bohrlöchern. Er beriet bei Bauprojekten wie den Radar-Antennen des Distant Early Warning System in den 1950er Jahren, für Kernkraftwerksgründungen oder für Bohrinseln.
1969 wurde er Mitglied der National Academy of Engineering. 1972 wurde er Ehrendoktor der University of Florida und 1987 der Northwestern University. 1968/69 stand er der Geotechnical Engineering Division der American Society of Civil Engineers (ASCE) vor, deren Terzaghi Lecture er 1974 (Some effects of dynamic soil properties on soil structure) hielt, deren Terzaghi Award er 1980 erhielt und deren Ehrenmitglied er 1986 wurde.
Er war verheiratet und hatte zwei Söhne. Richart war passionierter Golfer.

## Schriften
- Richart Foundation Vibrations, Transactions ASCE, Band 127, 1962
- mit F. E. Richart, John R. Hall Vibration of soil and foundations, Prentice-Hall 1970 (auch ins Chinesische, Japanische, Rumänische übersetzt)